# Pseudoyersinia brevipennis
Pseudoyersinia brevipennis — вид богомолів роду Pseudoyersinia. Дрібні богомоли з укороченими крилами та надкрилами, поширені на півдні Франції.

## Опис
Один з найдрібніших богомолів Європи, довжина тіла складає всього 2,1-2,5 см у самців. Тіло жовтувате. Фасеткові очі конічні, з горбиком на верхівці. Передньогруди тендітні. Передні стегна тонкі, середні та задні ноги вкриті волосками. Надкрила коротші за передньоспинку, ледве досягають початку черевця. Задні крила прозорі. Церки короткі.

### Схожі види
Від близького виду Pseudoyersinia lagrecai, поширеного на Сицилії, відрізняється більш виступаючими очима, більш вигнутим тіменем та будовою статевих органів. Від іншого виду Pseudoyersinia kabilica відрізняється лише меншими розмірами та будовою геніталій самця та ареалом — Сицилія, Алжир.

## Ареал
Вид є ендеміком Франції, відомий за поодинокими знахідками у департаменті Вар на півдні країни.. З 2003 року вважається зниклим у країні.